# 蔣慶
蔣慶（1953年—），字勿恤，號盤山叟，中国当代儒学研究者。

## 生平
1953年生長於貴州貴陽，祖籍江蘇徐州。1982年畢業於西南政法大學法律系，先後任教於西南政法大學、深圳行政學院。1995年出版《公羊學引論》，闡揚《春秋》經傳中的內聖外王之道。2001年申請提前退休，在明代大儒王陽明悟道處貴陽龍場驛建陽明精舍，任山長。

## 思想
蒋庆是中国大陆新儒家的一员。他认为马列主义是侵入中国的一种异族文化，主张用儒家取代马克思列宁主义在中华人民共和国的地位。

## 著作
- 《公羊學引論》
- 《政治儒學——當代儒學的轉向、特質與發展》
- 《再論政治儒學》
- 《以善致善：蔣慶與盛洪對話》
- 《生命信仰與王道政治》
- 《儒学的时代价值》
- 《儒教宪政秩序》（英文版，美国普林斯顿大学出版社二〇一三年版。 A CONFUCIAN CONSTITUTIONAL ORDER How China’s Ancient Past Can Shape Its Political Future Princeton University Press )
- 《申論政治儒學》[2]

## 翻譯
- 《基督的人生觀》
- 《自由與傳統》
- 《當代政治神學文選》
- 《政治的罪惡》
- 《道德的人與不道德的社會》

## 編輯
- 《中華文化經典基礎教育誦本》

## 外部連結
- 蔣慶文集：https://web.archive.org/web/20080512224353/http://www.confucius2000.com/scholar/jiangqingwenji.htm
- 蒋庆简介:  https://web.archive.org/web/20160806204319/http://www.ys2557.com/dangdairuzhe/jiangqing/002.asp